# ریسکو
ریسکو (به اسپانیایی: Risco, Badajoz) یک شهرستان در اسپانیا است که در استان باداخس واقع شده‌است.